# La Iglesia de Jesucristo de los Santos de los Últimos Días en Sudamérica
El Área Sudamérica Sur de la Iglesia de Jesucristo de los Santos de los Últimos Días está conformada por Argentina, Chile, Paraguay y Uruguay. Cuenta con un total de 1,297,282 fieles.  

## Antecedentes
Las primeras intenciones de crear congregación de La Iglesia de Jesucristo de los Santos de los Últimos Días en el Cono Sur, se remonta a en 1851, cuando un grupo de misioneros fueron enviados a Valparaíso, Chile, para iniciar la predicación. Debido a la falta de conocimiento del idioma español y a la situación política y social de Chile estos no pudieron atraer fieles ni establecer una congregación.
Muchos años después, en 1925 un nuevo grupo de misioneros mormones es enviado a Argentina para nuevamente intentar crear una congregación mormona en Cono Sur. La cual finalmente,  es creada y organizada ese mismo año en la ciudad de Buenos Aires, con sede en la calle Rivadavia 8972.
El 25 de diciembre de 1925, en el Parque Tres de Febrero, el élder Melvin J. Ballard, acompañado de los élderes Rulon Wells y Rey Pratt dedicó a Sudamérica para la predicación del evangelio, concretándose la primera congregación mormona en la región. 
En 1935 la Misión Sudamericana fue dividida, para crearse la Misión Argentina y la Misión de Brasil. W. Ernest Young fue llamado como presidente de la Misión Argentina.
Posteriormente, en entre los años cuarenta y cincuenta surgirían las Misiones de Uruguay, Paraguay y Chile. En el caso de la Misión de Uruguay, en sus inicios dependió de la Argentina, por otra parte la Misión Paraguay dependió de Uruguay hasta el año 1970. La Misión Chile, fue creada en 1941 y se sumó al Área Sudamérica Sur en 2012.

## Templos
El Área Sudamérica Sur cuenta con seis templos de La Iglesia de Jesucristo de los Santos de los Últimos Días.
| Imagen | Templo                       | Dedicación                     | País      |
| ------ | ---------------------------- | ------------------------------ | --------- |
|        | Templo de Santiago           | 15 al 17 de septiembre de 1983 | Chile     |
|        | Templo de Buenos Aires       | 17 de enero de 1986            | Argentina |
|        | Templo de Asunción           | 3 de febrero de 2001           | Paraguay  |
|        | Templo de Montevideo         | 18 de marzo de 2001            | Uruguay   |
|        | Templo de Córdoba, Argentina | 17 de mayo de 2015             | Argentina |
|        | Templo de Concepción, Chile  | 28 de octubre de 2018          |           |
|        | Templo de Antofagasta, Chile | En construcción                | Chile     |
|        | Templo de Mendoza, Argentina | 22 de septiembre de 2024       | Argentina |

Templo Buenos Aires, Centro Argentina 
|En construcción
|Argentina 
|}

### Organización
Se divide en 27 misiones y 47 distritos. La Iglesia de Jesucristo de los Santos de los Últimos Días en el Cono Sur, tiene un total de 1,297,282 miembros.[cita requerida]